# Juan Vázquez Lombera
Juan Vázquez Lombera (Progreso de Obregón, Hidalgo) es un ingeniero mecánico eléctrico y diseñador industrial mexicano. Se ha especializado en maquinaria agrícola y maquinaria para la industria alimentaria.

## Semblanza biográfica
Cursó sus estudios en la Escuela Superior de Ingeniería Mecánica y Eléctrica del Instituto Politécnico Nacional (IPN). Trabajó para la fábrica Diesel Nacional (Dina) en donde fue becado para especializar sus estudios en la fábrica de Cummins Engine Company de Estados Unidos.   
Cuando tenía 26 años de edad fundó una fábrica de maquinaria para la industria alimentaria a la que llamó Maquinaria Jersa. Desde entonces ha diseñado y construido maquinaria con tecnología propia —procesadores, transportadores, clasificadoras, blanqueadoras, empacadoras, autoclaves, pasteurizadoras y túneles de agotamiento entre otras—, la cual ha patentado y exportado a Australia, Bolivia, Brasil, Canadá, Costa Rica, Estados Unidos, Guatemala y Puerto Rico.  
Es miembro del Consejo Consultivo de Ciencias de la Presidencia de la República.

## Premios y distinciones
- Premio Nacional de Ciencias y Artes en el área de Tecnología y Diseño otorgado por la Secretaría de Educación Pública en 1994.
- Reconocimiento Especial del Bicentenario de la Independencia y Centenario de la Revolución Mexicana a la Creatividad, en el rubro de Innovación Tecnológica, por el Gobierno del Estado de México en 2010.[2]